# Тюремная библиотека
Тюремная библиотека — разновидность библиотеки, существующей при местах лишения свободы и иных учреждениях пенитенциарной системы. Подобная библиотека является одним из средств ресоциализации заключённых, их творческой реализации и духовно-нравственного перевоспитания. Библиотеки управляются соответствующими органами пенитенциарной системы: в России это уголовно-исполнительная система Министерства юстиции Российской Федерации, в США — Федеральное бюро тюрем Министерства юстиции США; в регионах управление библиотеками осуществляется соответствующими региональными отделениями уголовно-исполнительной системы (областные отделения в России, отделения по штатам США).
Многие региональные тюрьмы предоставляют возможности для чтения книг, сотрудничая с местными общественными библиотеками и различными организациями, однако библиотечные ресурсы часто могут быть ограничены и предоставляются с помощью государственных источников. Таким образом, содержимое библиотечного фонда определяется законодательством, по которому отдельные книги не разрешается включать в тюремные библиотеки во избежание негативного влияния на заключённых или подстрекательства к совершению правонарушений. Одним из действующих требований ООН к исправительным учреждениям во многих странах мира является наличие библиотеки.

## Роль
Как правило, тюремные библиотеки предназначены для обучения заключённых, не получивших должного образования, снижения рецидивизма и укрепления семейных и общественных связей путём чтения. Согласно данным Бюро судебной статистики, в США насчитывается 1 505 400 заключённых в федеральных тюрьмах и тюрьмах штатов, что является 1-м показателем в мире среди развитых стран. Исследование установило зависимость между процессом обучения и снижением рецидивизма, что подтвердило роль библиотек в поддержке процесса обучения. В некоторых штатах заключённые в определённое время участвовали в литературных дискуссиях, и в 1991 году исследование в Массачусетсе показало, что в подобных группах, где занимались литературными дискуссиями, рейтинг рецидивистов составлял 19% против 42% в контрольных группах. Образование позволяет также заключённым приобрести определённые знания и умения, необходимые для реинтеграции в общество: так, в образовательные программы тюрем входит обучение обычной и компьютерной грамотности, подготовка к экзаменам SAT и ACT, а также уроки поведения в обществе и правила пользования библиотекой.
Помимо образования, библиотеки также помогают заключённым поддерживать живой контакт с семьёй: коррекционный институт Джессапа в Мэриленде запустил программу, по которой заключённые могли брать книги, чтобы читать их детям или внукам в дозволенные для встреч дни; в других тюрьмах заключённые могут надиктовывать и аудиокниги, которые вместе с раскрасками и печатными книгами отправляются детям, или читать ту же литературу, что и их дети, чтобы поговорить с детьми о книге. В тюремных библиотеках также обеспечиваются встречи сокамерников с общими интересами: несмотря на ограниченное финансирование, создаются книжные клубы и проекты общественно полезной деятельности. Библиотека считается некоторыми заключёнными возможностью уйти от мрачной реальности, а некоторые из библиотекарей после разговора с заключёнными и выяснения обстоятельств попадания в тюрьму специально предлагают книги на выбор.

## Проблемы
Главными проблемами тюремных библиотек являются финансирование, которое по своей сути небольшое (библиотеки стоят в самом конце приоритетных направлений финансирования тюрем), и нехватка пространства. При имеющихся материалах достаточно трудно своевременно предоставлять книги для чтения, к тому же библиотечный персонал не всегда располагает временем и возможностями для этого. Более того, в некоторых тюрьмах в связи с появлением возможности чтения книг на планшетах в Южной Дакоте стали закрываться библиотеки, не выдерживающие конкуренции с электронными носителями. Ещё одной проблемой является безопасность: некоторые библиотекари ведут себя точно так же, как охранники; в некоторых библиотеках управление осуществляют собственно сотрудники исправительного учреждения; наконец, нередки случаи порчи и кражи книг.
Серьёзным испытанием для системы тюремных библиотек стало дело Стивена Хейса, который был приговорён к пожизненному лишению свободы за убийство и изнасилование трёх человек из семьи Петит. Это дело поставило под угрозу само существование системы библиотек: утверждалось, что на преступный путь Хейса подтолкнули книги в тюремной библиотеке. Обвинение хотело заполучить доступ к списку литературы, которую читал Хейс, однако во многих тюрьмах подобные запросы, согласно законодательству, считались недопустимыми как нарушающие право личной жизни гражданина. Из открытых материалов прессы неизвестно, было ли удовлетворено ходатайство обвинения, но споры продолжаются и по настоящее время. Также проблемой является цензура, поскольку в библиотеки по законам Федерального бюро тюрем запрещено предлагать любые издания, в которых содержатся призывы к подрыву общественного порядка, насилию или криминальной деятельности; тем не менее, в тюрьмах порой отказываются принимать даже прямо не нарушающие законодательство книги. Эти негласные запреты и ограничения варьируются от тюрьмы к тюрьме, а их выставляют охранники, руководство тюрьмы и личный персонал, отвечающий за безопасность; в некоторых случаях заключённым отказывают даже в праве читать.

## Тюремные библиотеки по странам

### США

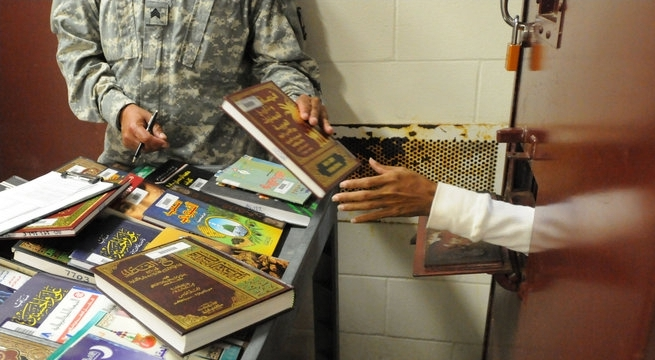
Книги в библиотеке при тюрьме Гуантанамо, 2011 год

Первые тюремные библиотеки появились в США в 1790 году, а первая государственная из них в 1802 году. В начале XIX века библиотеками в них заправляло духовенство, а сама библиотека должна была влиять на мировоззрение человека, помогая ему совершенствоваться духовно и избавляться от негативных черт и привычек в своём поведении. Основу фондов тюремных библиотек составляли Библия и молитвенники, которые помогали укрепить человеку характер, стать более набожным и пересмотреть своё поведение. К середине XIX века в системе пенитенциарных учреждений господствовал научный подход к исправлению преступников, и разные криминалисты утверждали, что нашли свои методы исправления преступников и возвращения их в общество. В 1870-е годы в Прогрессивную эпоху, когда было движение за реформы тюрем, Конгресс призвал изменить подход к заключённым и вместо стремления наказать выработать стремление помочь им реабилитироваться и вернуться в общество, а библиотека в таком случае рассматривалась как стимул и хранилище инструментов, которые должны были привести систему исправительных учреждений к цели. В 1915 году Американская библиотечная ассоциация опубликовала первое пособие для тюремных библиотек.
Расширение тюремных библиотек состоялось в эпоху Великой депрессии. В связи со снижением промышленного спроса заключённые стали лениться и бездельничать, и библиотека стала способом найти для них дело. В 1930 году Американская исправительная ассоциация опубликовала пособие для тюремных библиотек, которые в то время рассматривали как зону отдыха, в которой заключённый мог не только заняться образованием, но и сохранить психическое здоровье. Рост числа библиотек в федеральных тюрьмах наблюдался в течение последующих четырёх десятилетий. В штатах тюремные библиотеки стали создаваться активно в 1970-е годы, когда был утверждён Акт о строительстве и обслуживании библиотек. В 1974 году два дела в судах Массачусетса (Вольф против Макдоннелла и Стоун против Буна) обязали тюрьмы предоставлять библиотечные услуги на месте, а в результате рассмотрения дела 1977 года Баундса против Смита (430 U.S. 817) тюрьмы были обязаны предоставлять доступ в тюремную библиотеку всем, кто имел степень в области права или работал с судебными библиотеками.
В 1996 году после рассмотрения дела Льюиса против Кэйси (518 U.S. 343) суд сократил требования, предоставляемые к исправительным учреждениям, после чего многие тюремные библиотеки сократили свои фонды, а заключённых формально лишили абсолютно полного доступа к юридической библиотеке. Заключённый теперь должен был доказывать, что не смог подать иск в суд из-за несоответствия юридической библиотеки требованиям, но это уже его ставило в трудное положение. Из-за принятого решения теперь улучшить юридическую библиотеку тюрьмы было намного сложнее, хотя возможность рассмотрения иска об отказе в доступе свидетельствовала, по мнению некоторых экспертов, о том, что у заключённого был доступ к библиотеке. Тем не менее, ряд экспертов утверждает, что решение Льюиса против Кэйси не оказало такого разрушительного воздействия и решение по делу Баундса против Смита всё ещё действует в полную силу.
По состоянию на 2013 год библиотека тюрьмы в Гуантанамо насчитывала 18 тысяч книг.

### Бразилия
В 2005 году, по данным статистики, в бразильских тюрьмах содержалось около 513 тысяч человек, из которых только около 30% имели среднее школьное образование. С целью повышения образованности заключённых и реабилитации Правительством Бразилии неоднократно принимались меры, по которым заключённым, обучавшимся в тюрьме какой-либо специальности или читавшим книги, сокращался тюремный срок, однако только в 2012 году газета Diário Oficial da União опубликовала принятый Национальным конгрессом Бразилии закон, по которому чётко оговаривается соотношение между прочитанными книгами и размером сокращения срока наказания. Законопроект был принят после того, как начал действие проект «Barreras», в рамках которого в тюрьмах стали создавать библиотеки, проводить шоу и показы фильмов.
В четырёх федеральных тюрьмах Бразилии, согласно закону, будет действовать программа под условным названием «Освобождение посредством чтения» (порт. Remição pela Leitura). Согласно этому закону, заключённый может принять участие в программе: он выбирает книгу на тему художественной литературы, философии или научных трудов из библиотечного фонда, и должен прочесть её в течение промежутка до 21 до 30 дней, после чего написать эссе по книге, оцениваемое комиссией. За любое списывание или плагиат заключённый лишается права участия в программе. За каждую прочитанную книгу срок пребывания в тюрьме сокращается на 4 дня, но в год будут учитываться не более 12 книг (итого до 48 дней сокращение срока ежегодно). Также в тюрьмах, согласно закону, будут проходить семинары по чтению.

### Великобритания
По британскому законодательству, в каждой тюрьме должна быть библиотека, доступ к которой должен быть открыт любому заключённому (как и в случае с обычными публичными библиотеками). В отличие от других стран, в Англии и Уэльсе управлять библиотеками имеют право только профессиональные библиотекари, однако требования к персоналу библиотеки минимальные. Поддержку библиотекам оказывает Институт дипломированных профессионалов библиотечного дела и информации в плане продвижения библиотек, организации обучения, сотрудничества и т.д. С 2005 по 2008 годы в Великобритании удвоился весь общий фонд тюремных библиотек, сами они регулярно проходят проверку.

### Германия
Тюремные библиотеки появились в Германии в XIX веке, ими руководили представители духовенства, которые ставили цель не только обучения, но и саморазвития заключённых и их реабилитацию. Изначально библиотечный фонд составляли книги на религиозную тематику, которые читали и обсуждали заключённые. В XX веке библиотеками стали управлять учителя, однако позже ими занялись профессиональные библиотекари (хотя и не повсюду). В настоящее время у каждого заключённого есть право на доступ к тюремной библиотеке, однако законом не регламентируются конкретные условия организации или содержимого библиотеки.
Одной из наиболее известных тюремных библиотек Германии является библиотека Мюнстерского исправительного учреждения, завоевавшая премию немецких библиотек и привлёкшая внимание немецкой общественности к проблемам тюремных библиотек на фоне закрытия Немецкого института библиотек и Комиссии для лиц со специальными потребностями. В Дортмунде действует дистанционная библиотека, которая ежегодно отправляет в тюрьмы разные книги в рамках проекта, финансируемого из пожертвований граждан и взносов членов объединения «Искусство и литература для заключенных»: фонд насчитывает более 40 тысяч изданий по юриспруденции, математике, религии, искусству, технике и прочим темам. Также в Дортмунде в одной из колоний есть своя библиотека: наиболее популярными книгами являются детективы, приключенческая и историческая литература.

### Испания
В конце XIX века в Испании открылись первые школы и библиотеки при тюрьмах. Современный вид библиотеки в тюрьмах Испании приобрели в 1970-е годы, и по действующему испанскому законодательству библиотека должна быть в каждом исправительном учреждении. С 1999 года библиотеки находятся в ведении министерства культуры, а не министерства образования, им обеспечивается государственная поддержка, постоянно пополняются их фонды, проводится обучение персонала и сбор статистических данных. Тем не менее, в настоящее время во многих библиотеках существует потребность в квалифицированном персонале и сотрудничестве.

### Италия
Тюремные библиотеки появились в Италии в начале XX века и существовали только на пожертвования, пока в 1970-е годы не началась реформа тюрем и законодательство не обязало оснастить все итальянские тюрьмы библиотеками. Тем не менее, закон не исполняется в ряде тюрем:библиотеками управляет образовательный персонал, а не специалисты по библиотечному делу, а состояние некоторых библиотек оставляет желать лучшего. Управлением библиотеками заведует администрация тюрьмы, услуги предоставляют правительство или волонтёры, а профессиональными аспекты заведуют университеты и Итальянская ассоциация библиотек. Развитие библиотечной системы в тюрьмах возможно, только если им заинтересуется администрация конкретных мест лишения свободы.

### Канада
Первая тюремная библиотека в Канаде появилась в XIX веке. В 1980-е годы Исправительная служба Канады составила два отчёта о действующих библиотеках, из которых были сделаны выводы о роли тюремных библиотек и составлены рекомендации. Однако все эти требования не удалось выполнить: программа была приостановлена в связи с нехваткой бюджетных средств и сокращением расходов в 1994 году. Тюремным библиотекам было предписано поддерживать все исправительные программы, в том числе обучение и доступ к любым материалам (разрешённым и запрещённым), однако их коснулись сокращения расходов, и теперь они пытаются сохранить уже существующие программы, тратя средства чаще на материалы, а не на сотрудников. Прогресс намечается в стандартах публикаций, а именно в том, что во многих библиотеках есть внутренние инструкции по приёму книг; также созданы Региональная многоязыковая коллекция и Региональная коллекция на коренных языках, что отвечает принципу разнообразия культур. В библиотеках в настоящее время работают квалифицированные сотрудники библиотечного дела: наличие образования в этой сфере является обязательным требованием.

### Польша
До 1989 года система наказаний в Польской Народной Республике ставила своей первичной целью наказание уголовников, а не их исправление и реабилитацию — подобный подход был традиционным до появления тюремных библиотек в мире как таковой. После начала демократических реформ в Польше и отхода коммунистов от власти стали появляться первые библиотеки. Главной целью библиотек является способствование реабилитации заключённых, на основании чего руководством библиотеки и составляются фонды, предоставляющие возможность реабилитации осуждённым. Библиотеками заведует образовательный персонал, а не библиотечный. При имеющихся проблемах в виде нехватки помещений, вопросов каталогизации и ограниченных часах доступа тюремные библиотеки продолжают всё ещё свою работу в Польше и предлагают свои услуги заключённых.

### Россия
Книги в камерах заключённых в России появились примерно в то же время, что и в США. Библиотеки же создавались не в воспитательных целях, а с целью проявления милосердия: идеологом их стал Ф.П.Гааз, который усердно хлопотал о раздаче арестантам книг духовно-нравственного содержания и лично снабжал их книгами. Одной из первых тюремных библиотек считается библиотека при Алексеевском равелине в Москве: по одним данным, она появилась в 1812 году, по другим — в 1818 году. Первой книгой, которую массово распространяли в тюрьмах Российской империи, была Библия: так, в 1813 году в тюрьмах Сибири (особенно Тобольской губернии) протестантское Библейское общество стало распространять книги Священного Писания в качестве пожертвований, сделанных неким английским пастором. Позже в тюрьмах заменили протестантскую литературу на православную во избежание «не совсем безопасного» влияния протестантской литературы, а в связи с отсутствием помещений для проведения церковных служб в тюрьмах нередко вместо этого грамотные арестанты читали сокамерникам Ветхий и Новый Завет. 19 июля 1819 года было открыто Попечительное о тюрьмах общество, которое обязалось не только проводить церковные службы в тюрьмах, но и организовать раздачу книг для чтения (Священное Писание и литература духовного содержания).
Во второй половине 1860-х годов в тюремной среде активно функционировали не только книги Священного Писания, но и иная православная литература духовно-нравственного содержания, выходившая из печати под патронатом Русской православной церкви, а также различные учебные пособия и поучительные книги, на которые выделяли личные средства директора Попечительного о тюрьмах общества. В 1870-е и 1880-е годы директором Пермского тюремного комитета протоиереем Поповым были изданы «Руководство узнику в молитве» (1878), «Молитвенник для заключённых» (1881) и «Беседы с заключёнными». В 1882 году священник Александро-Невской церкви Тобольского тюремного замка докладывал, что арестантам стали чаще выдавать православные книги духовно-нравственного содержания, чем прежде. В конце XIX века стала наблюдаться тенденция к изменению библиотечного состава, связанного с изменением отношения к проблемам духовно-нравственного воспитания. Так, в 1882 году в Тарском тюремном замке насчитывалось 145 религиозных книг, в том числе 9 на немецком, 2 на арабском и 5 на иврите. В Тюменском тюремном замке было 284 книги, в том числе: 112 сочинений по богословию, 6 по словесности, 22 по языкознанию, 22 по педагогике и для детского чтения, 10 по естественным наукам, 6 по географии и путешествиям, 10 по истории и 96 томов периодических изданий. Однако даже к 1904 году библиотечный фонд был относительно беден в тюрьмах Российской империи, так как из 652 тюрем в 220 отсутствовали библиотеки, а в имеющихся библиотеках было в среднем по 308 книг.
После Октябрьской революции тюремные библиотеки сохранились, но заключённых лишили права пользоваться публичными библиотеками и передавать книги. В годы существования СССР библиотечные фонды при тюрьмах активно пополнялись (так, в годы войны в Хабаровском СИЗО №1 насчитывалось около 450 книг), однако зачастую книги в буквальном смысле скуривались заключёнными: те вырывали из книг страницы и скручивали «козьи ножки». Самой крупной в СССР считалась библиотека тюрьмы НКВД на Лубянке, где находились запрещённые к распространению книги авторства Замятина, Пильняка, П. Романова и Мережковского; не менее известной была библиотека во Владимире, куда стремились попасть заключённые с целью самообучения и самообразования благодаря наличию такой же литературы, как и в «спецхране». В лагерях и тюрьмах действовали культурно-воспитательные части, где велась библиотечная работа и где действовала система политграмоты, закрытая во время правления Сталина и восстановленная в 1961 году. Тюремные библиотеки были вне поля зрения библиотековедов до 1960-х годов, пока не была создана Государственная республиканская юношеская библиотека РСФСР, в сферу методического воздействия которой были включены библиотеки системы МВД. С 1990 года был организован постоянно действующий семинар социально-правовых знаний, для проведения которого использовались читальные залы библиотек, комнаты воспитательной работы и клубы.
В 1990-е годы различные организации и фонды (в том числе фонд Сороса) стали поставлять в российские тюрьмы разнообразную литературу. Сбор и передачу книг в российские тюрьмы и в настоящее время осуществляют разные организации, среди которых выделяется российский Центр содействия реформе уголовного правосудия, основанный в 1992 году. В настоящее время в библиотеках СИЗО и мест лишения свободы Российской Федерации содержатся разнообразные издания, численность некоторых фондов составляет десятки тысяч. Среди наиболее популярных книг преобладают классическая литература (так, особой популярностью пользуется «Преступление и наказание» Ф. М. Достоевского, произведения Марка Алданова и даже фэнтези) и различные кодексы (читаются арестованными для изучения сущности предъявленных обвинений и подготовки позиции по защите). В некоторых исправительных учреждениях встречаются книги по психологии («Дианетика» Л. Рон Хаббарда), хотя в других колониях книги не размещаются по той причине, что у заключённых и так слишком много психологических проблем. В женских колониях традиционной популярностью пользуются любовные романы и сказки; в колониях для несовершеннолетних — классическая школьная литература, по которой в конце учебного года несовершеннолетние заключённые сдают своеобразный экзамен.
Следуя российскому законодательству, в библиотечные тюрьмы запрещено предлагать книги экстремистского характера, которые возбуждают ненависть на национальной, религиозной, расовой или иной почве, призывают к совершению преступлений или пропагандируют «блатную культуру» и «тюремную романтику». В некоторые тюрьмы не допускаются книги по собаководству, о взрывчатых веществах, боеприпасах и единоборствах а иногда и детективы некоторых современных писателей. Так, в библиотечные фонды некоторых тюрем запрещено предлагать детективы Дарьи Донцовой и Александры Марининой на основании того, что там фигурировали описания совершённых преступлений, которые было почти невозможно раскрыть. Позже было сделано официальное заявление, по которому книги Марининой как бывшего следователя не будут допускаться в тюрьмы, поскольку сюжеты её романов были основаны на реальных уголовных делах. В настоящее время библиотекой пользуются не менее 80% находящихся в изоляторах и около 25% заключённых.

### Франция
Библиотеки во французских тюрьмах появились в середине XIX века и были образованы исключительно на средства тюрем или пожертвования, сделанные заключёнными. В наши дни деятельность библиотек осуществляется в соответствии с Уголовно-процессуальным кодексом Франции, однако размер библиотек, местонахождение и время доступа везде разные. Официальных требований к наличию в каждой тюрьме библиотеки нет, тюремные библиотеки сотрудничают с местными библиотеками для выполнения конкретных требований. Платформа SRIP в настоящее время занимается развитием сетевых проектов в сфере книжного дела, литературы и письма, проводя мастер-классы по обучению заключённых грамоте, организуя классы чтения и пересказа книг, а также написания изложений и сочинений, и проводя встречи с писателями и иллюстраторами. В 2008—2010 годах ряд тюрем по желанию установили библиотеки.

### Япония
В тюрьмах Японии нет библиотекарей и помещений для тюремных библиотек: все материалы для чтения имеются в наличии, но разбросаны по всей тюрьме. Контроля над этими книгами нет, как нет и каких-либо договорённостей с библиотеками, вследствие чего заключённые приобретают материалы для чтения у друзей или родственников. По японскому законодательству, заключённые имеют доступ к материалам для чтения, однако есть ограничения на то, какие материалы они могут хранить у себя и что подлежит инспекции. Формально единственным упоминанием «тюремной библиотеки» в нормативных актах считается упоминание в рекомендации, по которой охрана должна предоставлять доступ к материалам для чтения, за которыми осуществляется определённый контроль. Коллекциями книг для чтения управляет образовательный персонал.

## Роль библиотек в жизни вышедших на свободу
Я выучил всё это здесь, в тюрьме, читая всё, что могло попасть в мои руки, и не живя более той жизнью, которой я жил до того, как попал в тюрьму. Это дало мне просвещение о жизни: «Не надо злиться, будь умнее». Поэтому я хочу, чтобы подростки образовывали себя, отложить это в их голове и никто уже этого у них не отнимет.
Библиотеки играют важную роль и после освобождения заключённого и его возвращения в общество. В частности, это наиболее характерно для тех, кто провёл достаточно много времени за решёткой, поскольку публичные библиотеки предлагают им некоторые выгодные услуги. Так, Хартфордская публичная библиотека предлагает бывшим осуждённым услуги, которые помогут им вернуться в общество и занять достойное место после освобождения: от трудоустройства до решения семейных вопросов. Денверская публичная библиотека также помогает в плане трудоустройства освободившимся из мест лишения свободы.

## Американская библиотечная ассоциация
Американская библиотечная ассоциация ведёт активную работу по предоставлению доступа к тюремным библиотекам для совершеннолетних заключённых и их семей в США. Согласно пункту 8.2 устава Ассоциации:

Американская библиотечная ассоциация приветствует намерения публичных библиотек и их систем по расширению доступа в отношении заключённых и других лиц, находящихся в местах лишения свободы, без взимания платы за это.
Оригинальный текст (англ.)The American Library Association encourages public libraries and systems to extend their services to residents of jails and other detention facilities within their taxing areas.

Комитет интеллектуальной свободы (англ. The Intellectual Freedom Committee) считает, что Библиотечный билль о правах предоставляет заключённым право на чтение. Группа особого интереса «Библиотечные услуги осуждённым и задержанным» обеспечивает поддержку в отношении тех, кто обслуживает посетителей вне зависимости от их возраста, находящихся в местах лишения свободы или иммиграционном учреждении.